# Afalie
Afalia este o malformație congenitală în care falusul (penisul sau clitorisul) este absent. Este omologul feminin al agenezei penisului și al ageneziei testiculare.  Cuvântul este derivat din greacă a- pentru „nu” și falus pentru „penis”. Este clasificat ca o condiție de intersexualitate. 

## Cauze
Afalia nu are nicio cauză bine definită. Nu este legată de cantitățile sau acțiunile deficitare ale hormoni, ci mai degrabă de  eșecul formării tuberculului genital fetal între 3 și 6 săptămâni de la concepție. Uretra unui copil afectat se deschide pe perineu .

## Tratament
Anomaliile congenitale precum criptorhidia, ageneza și displazia renală, anomaliile musculo-scheletice și cardiopulmonare sunt de asemenea frecvente (> 50% cazuri), de aceea evaluarea pacientului pentru anomaliile interne este obligatorie. Deși afalia poate apărea la oricine, este considerată o problemă substanțial mai supărătoare la cei care au testicule prezente. În trecut a fost considerată uneori o justificare pentru atribuirea și creșterea unui copil masculin genetic ca fată. După teoria din anii 1950 potrivit căreia genul este o construcție socială, un astfel de copil putea fi crescut de timpuriu ori ca fată, ori ca băiat, indiferent de genetica sau chimia creierului său. Oamenii cu intersexualitate critică, în general, aspru, operațiile coercitive ale organelor genitale și încurajează părinții să își încurajeze copiii să aleagă propria identitate de gen. Teoria educației a fost abandonată în mare măsură și cazurile de încercare de a sprijini copiii în acest fel nu s-au dovedit a fi de succes. 
În prezent, consensual se recomandă repartizarea sexului către genul masculin  
Progresele recente în tehnicile chirurgicale de faloplastie au oferit opțiuni suplimentare celor care sunt încă interesați să urmeze o intervenție chirurgicală.  

## Incidență
Este o afecțiune rară, cu doar aproximativ 60 de cazuri raportate din 1989,  și 75 de cazuri din 2005.  Cu toate acestea, din cauza stigmatizării condițiilor intersexuale și a problemelor de păstrare a unor statistici și înregistrări corecte în rândul medicilor, este probabil să existe mai multe cazuri decât cele raportate. 